# Barney Greenway
Mark Andrew (Barney) Greenway (Great Barr, Birmingham, 13 juli 1969) is een Britse metal zanger die algemeen bekend staat onder zijn bijnaam "Barney". Hij is de leadzanger van Napalm Death en is eerder lid geweest van Extreme Noise Terror en Benediction. De bijnaam "Barney" ontstond tijdens zijn periode van overmatig drinken, waarbij zijn verstoorde bewegingen leidden tot botsingen met objecten. Zijn vriend, Stick (de drummer van Doom), noemde hem aanvankelijk "Rubble", wat evolueerde naar "Barney Rubble" en uiteindelijk bleef kleven als "Barney".

## Loopbaan
Greenway begon zijn muzikale carrière als zanger van de death metal band Benediction in 1989. Een jaar later sloot hij zich aan bij Napalm Death, waarbij hij de vorige zanger Lee Dorrian verving, die later de doom metal band Cathedral oprichtte. Voordat hij zich bij Napalm Death voegde, werkte Greenway als ingenieur in de auto-industrie in Birmingham.  Tijdens zijn tijd bij Napalm Death bracht Greenway een verandering in de muzikale richting teweeg. Hun album "Harmony Corruption" markeerde een verschuiving naar een meer op death metal gerichte sound. Opvolgende albums zoals "Utopia Banished", "Fear, Emptiness, Despair" en "Diatribes" doken dieper in deze stijl terwijl ze ook elementen van groove metal incorporeerden. In 1996 gingen Greenway en Napalm Death uit elkaar vanwege langdurige spanningen tussen Greenway en de rest van de band. Hij voegde zich kortstondig bij Extreme Noise Terror om vocalen bij te dragen aan hun album "Damage 381", terwijl Phil Vane van Extreme Noise Terror zich bij Napalm Death voegde voor hun album "Inside the Torn Apart". Deze samenwerking bleek echter onverenigbaar, wat in 1997 leidde tot de terugkeer van Greenway om vocals op te nemen voor het laatstgenoemde album.

## Persoonlijk leven
Buiten de muziek is Greenway een fan van progressieve metal. Hij maakte een gastoptreden op het podium met Dream Theater in Ronnie Scott's Jazz Club en zong live "Damage, Inc." van Metallica. Hij recenseerde voorheen progressieve metalbands en albums voor het tijdschrift Kerrang!. Greenway heeft diepe bewondering voor bands als Motörhead en Throbbing Gristle, waarbij Motörheads "Ace of Spades" zijn favoriete album aller tijden is. Hij is ook een fervent lezer. Greenway is een enthousiaste supporter van Aston Villa F.C. en diverse organisaties voor dierenrechten, waaronder PETA. Hij is vegetariër sinds zijn veertiende en is sinds 2012 veganist. 

## Discografie

### Met Napalm Death
- Harmony Corruption (1990)
- Utopia Banished (1992)
- Fear, Emptiness, Despair (1994)
- Diatribes (1996)
- Inside the Torn Apart (1997)
- Words from the Exit Wound (1998)
- Enemy of the Music Business (2000)
- Order of the Leech (2002)
- The Code Is Red...Long Live the Code (2005)
- Smear Campaign (2006)
- Time Waits for No Slave (2009)
- Utilitarian (2012)
- Apex Predator – Easy Meat (2015)
- Throes of Joy in the Jaws of Defeatism (2020)
- Resentment is Always Seismic (2022)

### Met Benediction
- The Dreams You Dread
- Confess All Goodness (1990, Split-EP met Pungent Stench)
- Subconscious Terror (1990)
- Dark Is the Season (1992) (op het nummer "Forged in Fire")

### Met Extreme Noise Terror
- Damage 381 (1997)